# Josef Tomcsik
Josef Tomcsik-Duschnitz (auch Jozsef; * 19. Mai 1898 in Gyéres, Siebenbürgen, Österreich-Ungarn, heute Rumänien; † 30. Dezember 1964 in Basel) war ein ungarisch-schweizerischer Bakteriologe.

## Leben
Tomcsik wurde 1922 an der Universität Budapest in Medizin promoviert und hatte von 1923 bis 1925 ein Rockefeller-Stipendium, mit dem er in den Vereinigten Staaten und Peking war. Er war in Peking während eines Jahres Leiter der Bakteriologisch-Serologisch-Diagnostischen Abteilung des von der Rockefeller Foundation getragenen Union Medical College. Ab 1927 leitete er die serologische Abteilung des Staatlichen Hygieneinstituts in Budapest. Er war ab 1931 Privatdozent in Budapest, ab 1932 ordentlicher Professor für Hygiene und Bakteriologie in Szeged und ab 1936 Oberdirektor des Staatlichen Hygieneinstituts in Budapest. 1943 wurde er Universitätsprofessor und Direktor des Instituts für Hygiene und Bakteriologie der Universität Basel. Sein Vermögen hinterließ er einer Stiftung (Josef und Olga Tomcsik Stiftung), mit der Studenten in Basel unterstützt werden.
Tomcsik forschte über die Struktur von Antigenen auf der Oberfläche von Bakterienzellen.
1960 erhielt er den Robert-Koch-Preis. Er war seit 1961 Mitglied der Leopoldina.
Er gab eine Auswahl der Werke von Louis Pasteur heraus.
Tomcsik war seit 1936 mit Olga Duschnitz, einer langjährigen Mitarbeiterin, verheiratet. Seit 1956 war er Schweizer Staatsbürger (Bürger von Basel).